# だっこひも
だっこひも（抱っこ紐）、あるいはおんぶひも（おぶいひも、負んぶ紐）とは、主として着用することで乳幼児をだっこやおんぶする際の補助をする道具である。着用者の片方、および両方の腕に代わって乳幼児を着用者の身体に密着させ、移動や作業を容易にする。なお「目的が同じ着用器具」であれば、材質や形状は様々である。
日本語では一般に「紐」という表現をするが、実際にそれが指す対象は「面」で支えるものがもっぱらである。したがって例えば日本において漢語の子守帯というような、大部分が「帯」であるものが流通するほか、全面的に布であるものなども広義に同じ名で表現する。

## 歴史
世界最古の抱っこひもは、約1万年前のヨーロッパで使われていたとされる。イタリアのアルマヴェイラナ洞窟で発見された乳幼児の埋葬から、貝殻ビーズで装飾された布が抱っこひもとして使われていたと考えられている。古代の布や革を使ったものから、現代の高機能な素材を使用したものまで、技術とデザインの進化が見られる。 中国では古代からメイタイと呼ばれるものが、韓国ではポテギと呼ばれるものが古代から使われていた。また、1600年代のヨーロッパの絵画に抱っこひもが描かれている。日本では江戸時代の絵巻物などに、乳幼児を抱っこしている姿が描かれている。 日本においては、1970年代から1980年代にかけて抱っこひもは「おんぶひも」や「子守帯」と呼ばれ、乳幼児を背中に抱く形が主流であった。現在は抱っこひものバリエーションが広がり、前抱っこ式や横抱っこ式などが普及している。

## 種類・形状による分類
出典: 
- ヒップシート - 保護者の腰にシートを設置する構造で、その上に乳幼児を座らせるように抱っこする[8][9]。
- ベビーキャリー - 乳幼児を固定するパッドやベルトと、それを保護者の体に登山用のリュックサックのように固定する肩ベルトと腰ベルトを備えた構造で、長時間の使用に適しているとされる。乳幼児の首が座ってから使用できるものが多い[10][11]。
- ベビーラップ - 乳幼児の体を固定する部分と、それを保護者の体に主に肩と腰で固定する部分を備えた構造で、それらが薄い布で一体的に作られている。収納時にコンパクトになる物が多い[12][13]。
- ベビースリング - 布製の肩掛け鞄に乳幼児を入れる構造。新生児から使用できるものが多く、コンパクトに持ち運べる[14][15]。

## 種類・使用目的による分類
出典: 
- 愛着形成用 - 乳幼児がベルト等で縛られず、自分の意志で動きやすいなどの特徴がある。保護者と乳幼児の愛着形成を促進すると考えられている[20][21][22]。
- 運搬用 - 乳幼児をベルトで固定し、その体重を保護者の肩と腰に分散するなどの特徴がある。長時間の使用において保護者が疲れにくいとされる[23]。
- 睡眠用 - 乳幼児が横になって眠れるように姿勢を調節できる。乳幼児が睡眠をとりやすいとされる[24][25]。

## 安全上の注意点
- 乳幼児の体重や月齢に適した抱っこひもを選ぶ。
- 装着中は乳幼児の呼吸を妨げないように注意する。
- 定期的に抱っこひもの状態をチェックし、破損がないか確認する。

## 事故
出典: 
- ベビーキャリーから乳幼児が落下する事故が報告されている。
- ベビースリング使用中に乳幼児が窒息する事故が報告されており、日本小児整形外科学会、アメリカの消費者製品安全委員会（CPSC）、アメリカ小児科学会、カナダ保健省（Health Canada）が注意喚起を行っている。
- ベビースリング使用中に股関節脱臼する事故が報告されており、日本小児整形外科学会、北米の小児整形外科学会が注意喚起を行っている。